# G42-es gyorsított személyvonat
A G42-es gyorsított személyvonat egy elővárosi vonat volt Budapest és Dunaújváros között.

## Története

### 2013–2014 között
A járat 2013. december 15-én kapta viszonylatjelzését. Budapest-Déli pályaudvartól Pusztaszabolcsig mindenhol megállt, tovább Dunaújvárosig viszont sehol. Naponta hat pár vonat közlekedett, jellemzően reggel Dunaújváros felé, délután pedig Budapest felé óránként.
2014. december 14-étől összevonták az S42-es személyvonattal, a megállási rend viszont nem változott. A jelzésben azóta nincsenek megkülönböztetve a Pusztaszabolcs és Dunaújváros között mindenhol megálló, illetve a két állomás között non-stop vonatok.
A járaton Stadler FLIRT motorvonatok jártak. A járatok négy számjegyű vonatszámot viseltek, amelyek 42-vel kezdődtek. Jelenleg is ezekkel a számokkal közlekednek az S42-esek.

### 2021–2022 között
2021. december 13-ától újra közlekednek ezzel a viszonylatjellel járatok, munkanapokon reggel 2 Budapest felé, míg délután 5 Dunaújváros felé. A megállási rendje megváltozott, Pusztaszabolcsig csak Kelenföldön, Érd felsőn és Százhalombattán áll meg. Pusztaszabolcstól Dunaújvárosig eltérő megállási renddel közlekedik: amelyek eddig a két állomás között nem álltak meg, nem is állnak meg, a többi mindenhol megáll. A korábbi azonos időfekvésű S42-esek helyett ilyenkor S40-es személyvonatok közlekednek Budapest és Pusztaszabolcs illetve Dombóvár/Sárbogárd között.
2022. június 18-ától valamennyi korábbi G42-es személyvonat Z42-es viszonylatjelzéssel közlekedik, valamint mind megáll Iváncsa megállóhelyen is.

## Útvonala
| Az átszállási kapcsolatok között az azonos útvonalon, de sűrűbb megállási renddel közlekedő S42 -es személyvonat nincs feltüntetve. |                          |          | |
| Perc (↓) | Állomás                  | Perc (↑) | Átszállási kapcsolatok a járat megszűnésekor |
| 0 | Budapest-Déli végállomás | 72       | 17, 56, 56A, 59, 59A, 59B, 61 21, 21A, 39, 102, 139, 140, 140A 770 S10 , S12 , S30 , G30 , Z30 , S34 , S35 , S40 , G40 , IC, személyvonat, sebesvonat, gyorsvonat, expresszvonat, |
| 7 | Budapest-Kelenföld       | 65       | 1, 19, 49 8E, 40, 40B, 40E, 53, 58, 87, 87A, 88, 88A, 101B, 101E, 103, 108E, 141, 150, 153, 154, 172, 173, 187, 188, 188E, 250, 250B, 251, 251A, 272 689, 691, 710, 712, 715, 720, 722, 724, 725, 727, 731, 732, 734, 735, 736, 760, 762, 763, 764, 767, 770, 774, 775, 777, 778, 798, 799 S10 , G10 , S12 , S30 , G30 , Z30 , S34 , S35 , S36 , S40 , G40 , G43 , G44 , IC, EC, EN, személyvonat, sebesvonat, gyorsvonat, expresszvonat, |
| 19 | Érd felső                | 51       | 700, 705, 710, 712, 715, 720, 722, 731, 733, 734, 735, 736, 738, 741, 742, 744, 745, 746, 755 1120, 1134 S40 , G40 , G43 , G44 |
| 25 | Százhalombatta           | 44       | 705, 708, 709, 710, 712, 715, 756 1120, 1134 S40 , G40 |
| 44 | Pusztaszabolcs           | 27       | 718, 750, 8234 S40 , G40 , S440 |
| 52 | Adony                    | 18       | |
| 58 | Kulcs                    | 11       | 8236, 8238, 8240 1120 |
| 62 | Rácalmás                 | 8        | |
| 66 | Dunaújváros külső        | 4        | 8229, 8230 |
| 70 | Dunaújváros végállomás   | 0        | 5, 18 8220, 8221, 8226, 8227 S431 , S432 |